# Faculdade Nogueira da Gama
Faculdade Nogueira da Gama é uma instituição de ensino superior localizada na cidade de Guaratinguetá, Vale do Paraíba, Brasil.
A Faculdade existe há 30 anos, e sua origem vem do centenário Colégio Nogueira da Gama, da mesma cidade.
Estão diponíveis cursos de graduação nas áreas de Ciências Contábeis, Administração e Pedagogia, e pós-graduação em Educação Inclusiva, Gestão Ambiental e Gestão Empresarial.